# Gabor von Ferenchich
Gabor von Ferenchich, auch Gabriel Edler von Ferenchich, Künstlermonogramm v. Ferenchich (geboren 22. April 1874 in Wien; gestorben 2. Mai 1928 ebenda), war ein österreichischer Zeichner, Maler und Illustrator. Unter den Gebrauchsgrafikern zählt der Künstler zu den bekanntesten Gestaltern von Notenblatt-Titelblättern von Schlagern der 1920er Jahre.

## Leben

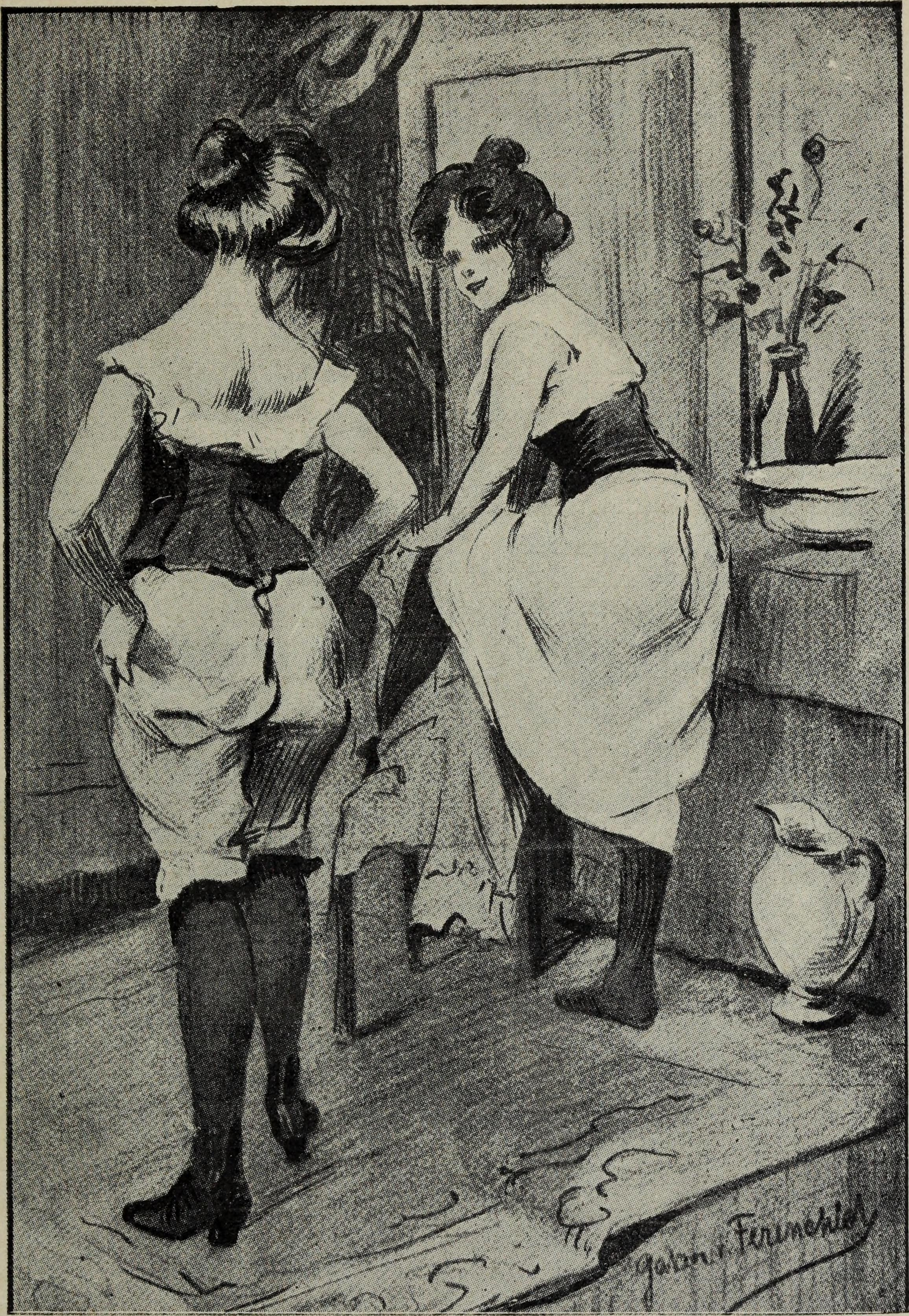
Zwei junge Damen mit Korsett (1905), signiert „Gabor v. Ferenchich“

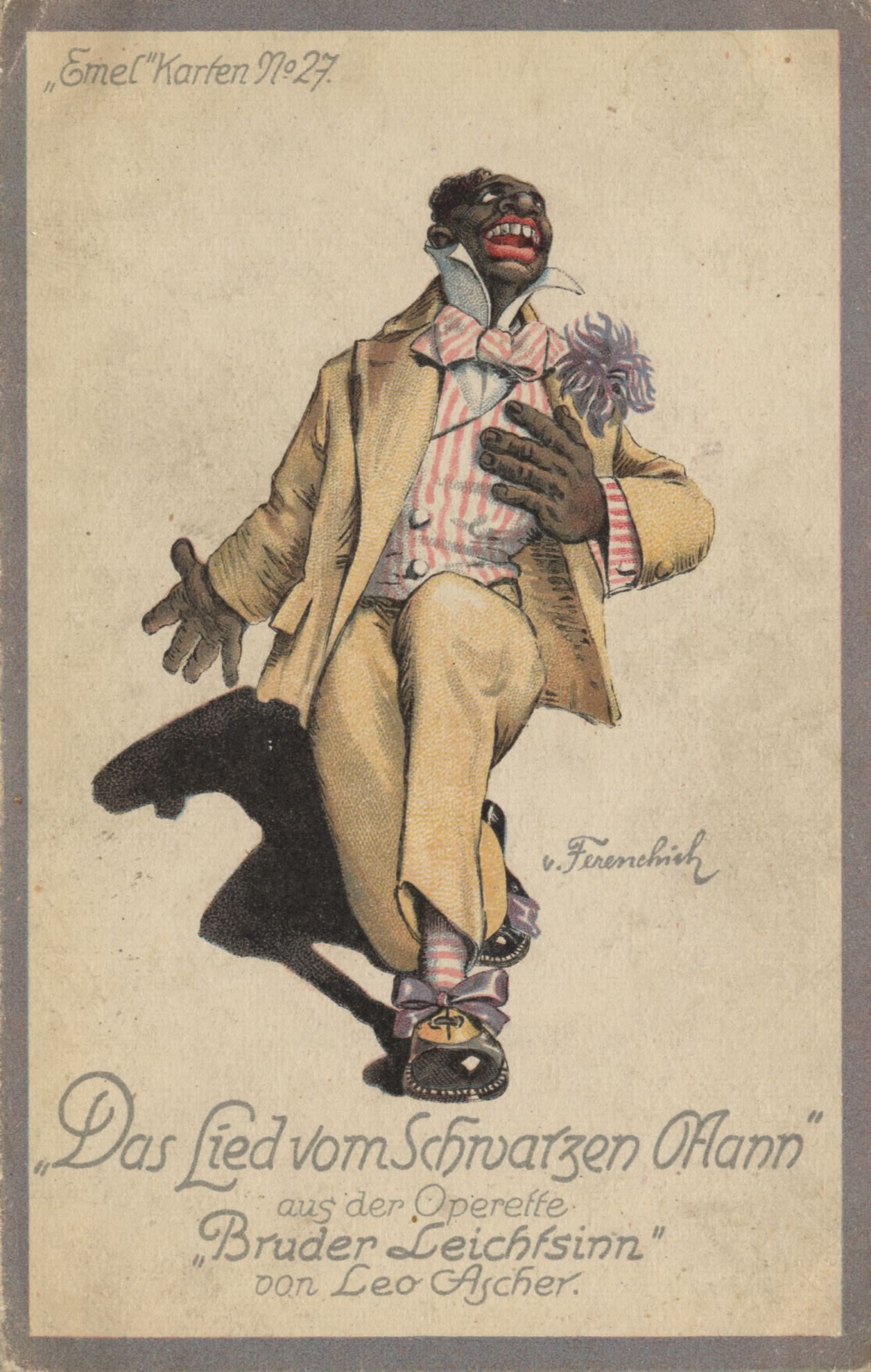
„Das Lied vom Schwarzen Mann“ mit Teilen der Operette Bruder Leichtsinn des Komponisten Leo Ascher;
Vielfarb-Lithografie als Doppel-Postkarte Nummer 27 aus der Serie der „Emel“-Karten; 1920er Jahre

Von Ferenchich besuchte von 1887 bis 1889 das Stiftsgymnasium in Kremsmünster und war von 1893 bis 1894 zeitweilig Schüler der Kaiserlich-Königlichen Staats-Oberrealschule im damaligen Laibach, bevor er an der Wiener Akademie der bildenden Künste studierte.
Von Ferenchich war Mitglied der Kunstgruppe im Kriegspressequartier. Mitten im Ersten Weltkrieg arbeitete er, mutmaßlich ab 1917, als „Hauszeichner“ des Unternehmens „Lyra-Verlag (H. Molitor) ‚Emel‘ Kartenverlag“. Dieser bot unter verschiedenen Bezeichnungen wie „M.L. Karten“ („EMEL“-Karten) oder „Molitors Liederkarten“ ab 1918 erschienene Serien von Doppelansichtskarten mit Gesangsnoten und Liedertexten populärer zeitgenössischer Komponisten von Operetten wie Leo Fall, Edmund Eysler oder Karl von Stigler. Die erste, in mehreren Auflagen erschienene Serie der EMEL-Karten war nummeriert und umfasste 10 Operettenschlager, deren Illustrationen durchgängig mit dem faksimilierten Künstlermonogramm „v. Ferenchich 1917“ signiert waren.
Anfang der 1920er Jahre bewohnte von Ferenchich das Haus Neustiftgasse 70 in Wien 7, während er sein Atelier in der Hugo Wolf Gasse 1 in Wien 6 unterhielt.
Verheiratet war er mit Hermine Ferenchich. „Der akademische Maler Gabor Ferenchich [starb 1928] nach langer Krankheit im 54. Lebensjahr.“

## Werke
Von Gabor von Ferenchich finden sich Illustrationen insbesondere für Wiener Musikverlage. Neben Arbeiten für den Lyra-Verlag schuf er Werke beispielsweise für den Gabor Steiner Verlag (Leo Singer & Co.), den Wiener Bohème Verlag, den Verlag Josef Weinberger, den Drei Masken Verlag und den Wiener Excelsior Verlag, zudem für den in Berlin angesiedelten Befa-Verlag, die Edition Scala und den Verlag von Josef Blaha, für W. Karczag und den ebenfalls in Berlin sitzenden Crescendo Theaterverlag, den Verlag M. Bard, den Sirius-Verlag, für das Mozarthaus sowie Hupfeld in Amsterdam.